# تپه آتشکده
تپه آتشکده مربوط به دوران پیش از تاریخ ایران باستان است و در شهرستان آبیک، روستای اسلام اّباد واقع شده و این اثر در تاریخ ۲۵ اسفند ۱۳۸۰ با شمارهٔ ثبت ۵۵۰۵ به‌عنوان یکی از آثار ملی ایران به ثبت رسیده است.